# Intrathekal
Intrathekal (lat. intra- „innerhalb von etwas gelegen“, griech. theka „Kapsel“, „Hülle“, abgekürzt i. th.) ist ein Begriff aus der Medizin für die Lokalisation innerhalb des liquor-gefüllten Raumes zwischen Arachnoidea und Pia mater, den Subarachnoidalraum. Die intrathekale Injektion ist eine Sonderform der parenteralen Verabreichung. So können per Lumbalpunktion Wirkstoffe appliziert werden, etwa im Rahmen einer Chemotherapie, einer antibiotischen Therapie (etwa bei Hirnabszess), bei Anästhesieverfahren (Spinalanästhesie) oder der Schmerztherapie. Es ist auch möglich, über eine implantierte Medikamentenpumpe kontinuierlich Medikamente in den Liquorraum zu verabreichen.
Eine intrathekale Antikörperproduktion bezeichnet eine Antikörperproduktion im Liquor und ist für einige Erkrankungen des zentralen Nervensystems diagnostisch von Bedeutung.